# Sveriges herrlandslag i handboll i olympiska sommarspelen 1996
OS-truppen 1996

## OS-truppen 1996
Förbundskapten: Bengt ”Bengan” Johansson
- Mats Olsson, GD Teka
- Tomas Svensson, FC Barcelona
- Thomas Sivertsson, HK Drott
- Magnus Andersson, TuS Schuttenwald
- Andreas Larsson, IFK Skövde
- Erik Hajas, Guif
- Robert Andersson, RTV Basel
- Per Carlén, Ystads IF
- Martin Frändesjö, Redbergslids IK
- Stefan Lövgren, Redbergslids IK
- Ola Lindgren, Düsseldorf
- Staffan Olsson, TV Niderwürzbach
- Robert Hedin, GWD Minden
- Johan Pettersson, IK Sävehof
- Pierre Thorsson, HF Linköpings Lejon
- Magnus Wislander, THW Kiel